# Orkesta landskommun
Orkesta landskommun var en tidigare kommun i Stockholms län.

## Administrativ historik
Landskommunen bildades 1863 ur Orkesta socken i Seminghundra härad i Uppland. Vid kommunreformen 1952 uppgick denna landskommun i Vallentuna landskommun som 1971 ombildades till Vallentuna kommun.